# 우르밀라 마톤드카르
우르밀라 마톤드카르(힌디어: उर्मिला मातोंडकर, 영어: Urmila Matondkar, 1974년 2월 4일 ~ )는 인도의 배우, 사회자이다.

## 출연 작품
- 스피드 (2007)
- 옴 샨티 옴 (2007)
- 나는 간디를 죽이지 않았다 (2005)
- 고스트 (2003)
- 업세션 (2002)
- 쿤와라 (2000)
- 정글 (2000)
- 마스트(영어판) (1999)
- 트루스 (1998)
- 세퍼레이션 (1997)
- 랑길라 (1995)

## 같이 보기
- 인도 영화 배우 목록